# Darlan Cunha
Darlan Cunha, född 16 september 1988 i Rio de Janeiro, är en brasiliansk skådespelare.

## Filmografi
- 2002 - Cidade de Deus
- 2003 - Cidade dos Homens
- 2004 - Meu Tio Matou um Cara